# Speos
Speos (griechisch: σπέος für Höhle oder Grotte) ist die Bezeichnung der Ägyptologen des 19. Jahrhunderts für einen vollständig im Fels errichteten Felsentempel. Sind Teile des Tempels außerhalb des Felsens freistehend errichtet worden, so bezeichnet man ihn als Hemispeos oder Semispeos.
Felsentempel wurden teilweise in Steinbrüchen angelegt.

## Beispiele Speos
- Speos Artemidos
- Großer und Kleiner Tempel von Abu Simbel
- Tempel des Haremhab in Dschabal as-Silsila
- Tempel des Eje in Achmim
- Felstempel Thutmosis’ III. von Ellesija
- Felstempel Gebel Doscha in Nubien

## Beispiele Hemispeos
- Tempel Ramses’ II. von Bet el-Wali
- Tempel Ramses’ II. von Derr
- Ptah-Tempel von Gerf Hussein
- Tempel von Mut am Gebel Barkal
- Tempel Sethos’ I. in Wadi Mia
- Tempel Ramses’ II. von Wadi as-Subu'
- Hathor-Tempel von Serabit el-Chadim